# Pleine-Selve (Gironde)
Pleine-Selve ist eine französische Gemeinde mit 220 Einwohnern (Stand: 1. Januar 2022) im Département Gironde in der Region Nouvelle-Aquitaine (vor 2016: Aquitanien). Die Gemeinde gehört zum Arrondissement Blaye und zum Kanton L’Estuaire.

## Geographie
Pleine-Selve liegt an der Grenze zum Département Charente-Maritime, etwa 54 Kilometer nördlich von Bordeaux. Umgeben wird Pleine-Selve von den Nachbargemeinden Mirambeau im Norden, Boisredon im Osten, Saint-Palais im Süden sowie Saint-Bonnet-sur-Gironde im Westen. Unmittelbar nordöstlich von Pleine-Selve verläuft die Autoroute A10.

## Bevölkerungsentwicklung
| Jahr                       | 1962 | 1968 | 1975 | 1982 | 1990 | 1999 | 2008 | 2020 |
| Einwohner                  | 287  | 268  | 237  | 235  | 191  | 192  | 212  | 218  |
| Quellen: Cassini und INSEE |      |      |      |      |      |      |      |      |

## Sehenswürdigkeiten
- Kirche Sainte-Marie-Madeleine am alten Prämonstratenserkloster, seit 1908 Monument historique

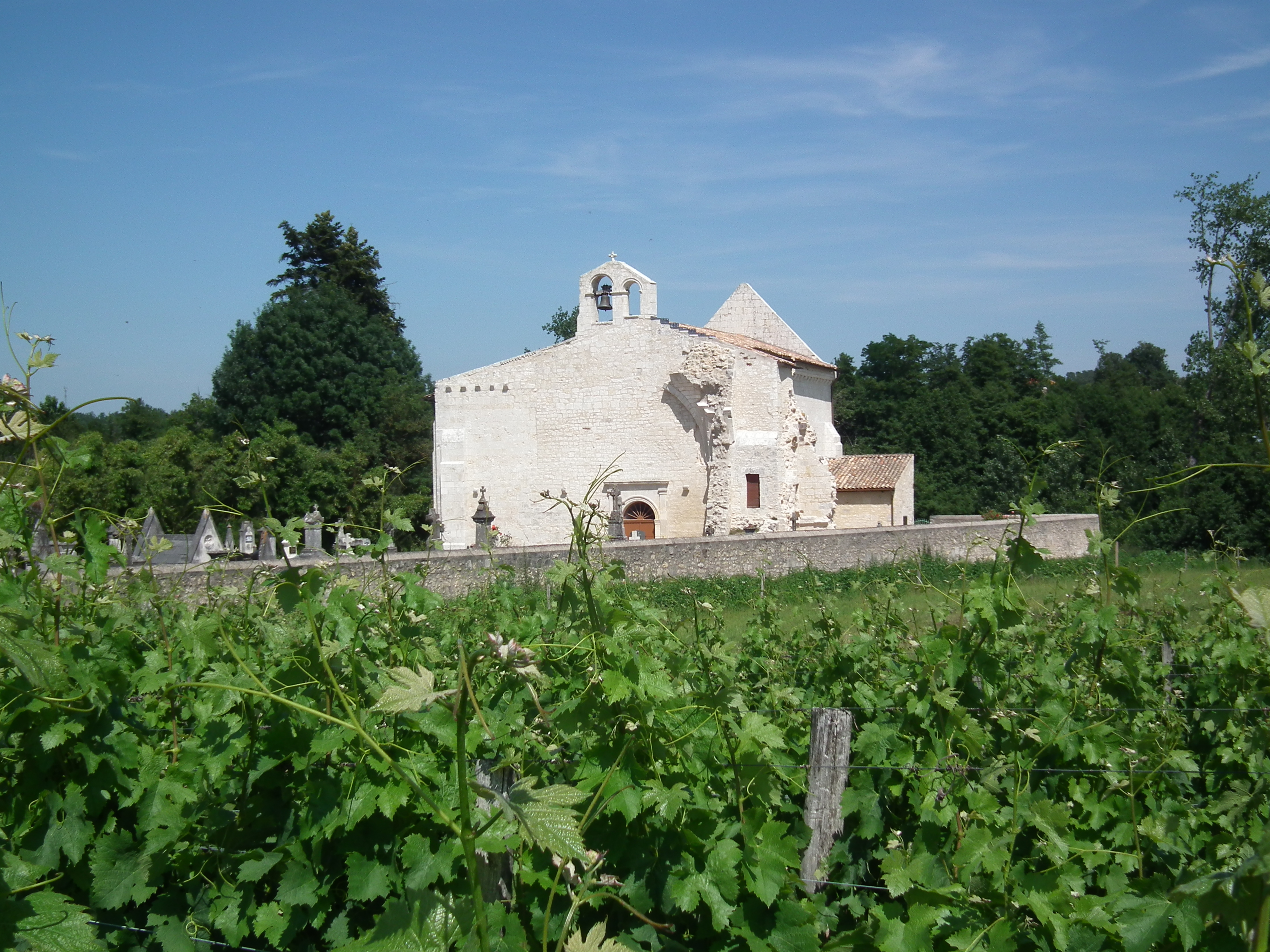
Kirche Sainte-Marie-Madeleine
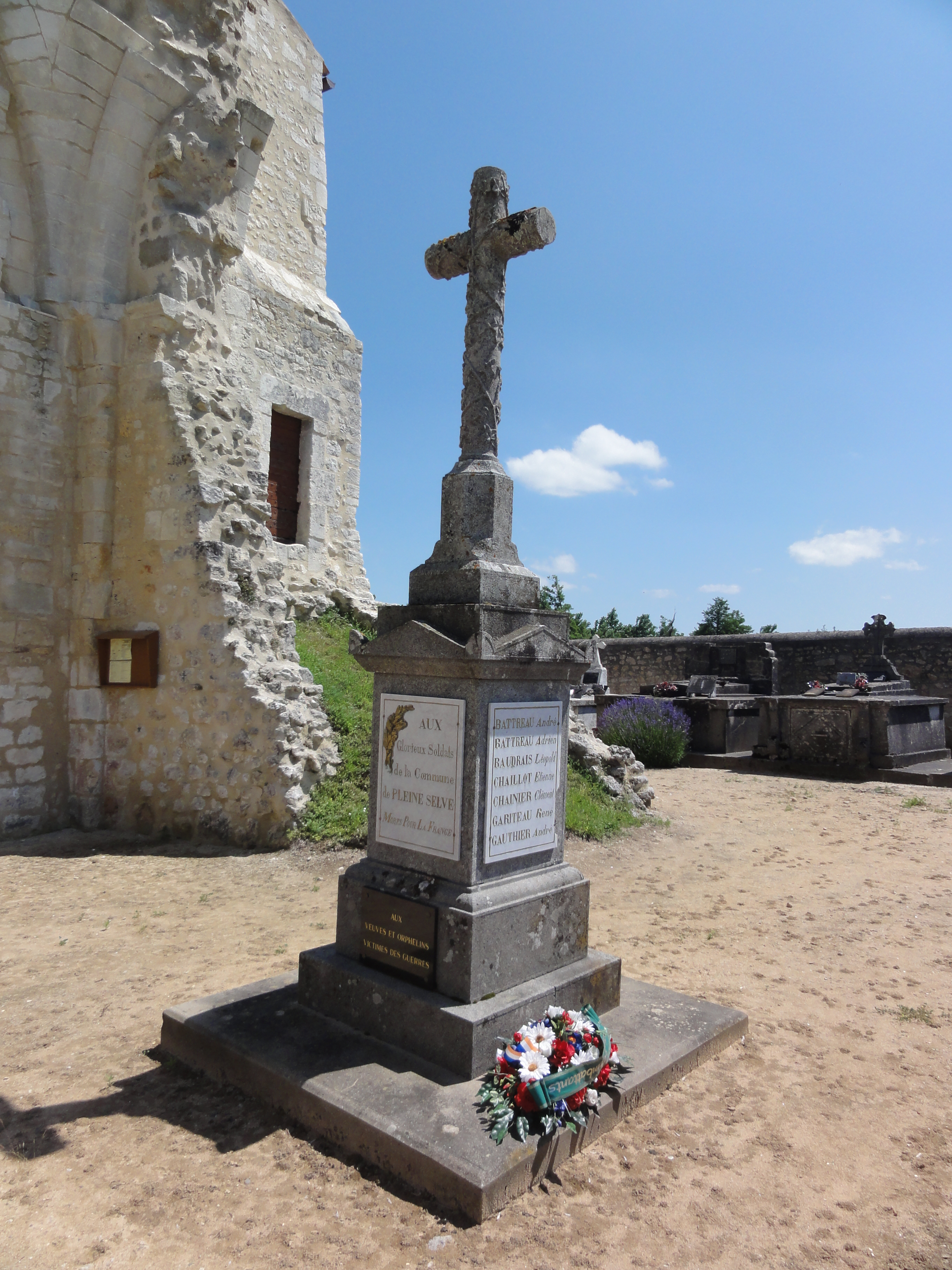
Gefallenendenkmal
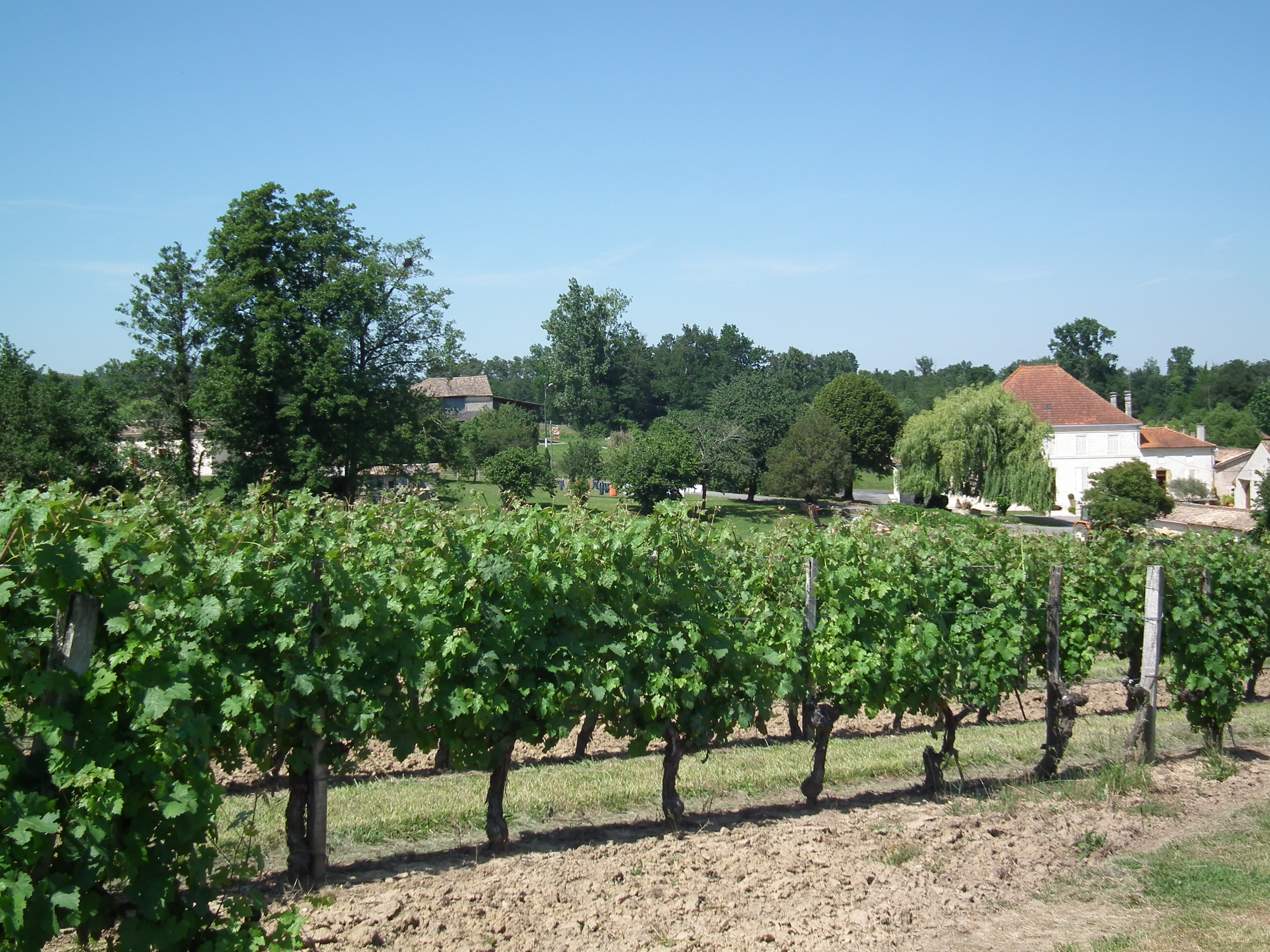
Weinreben in Pleine-Selve